# Jättepumpa
Jättepumpa (Cucurbita maxima) är en gurkväxtart som beskrevs av Antoine Nicolas Duchesne. Enligt Catalogue of Life och Dyntaxa ingår Jättepumpa i släktet pumpor och familjen gurkväxter. Arten förekommer tillfälligt i Sverige, men reproducerar sig inte.

## Underarter
Arten delas in i följande underarter:
- C. m. andreana
- C. m. maxima

## Bildgalleri

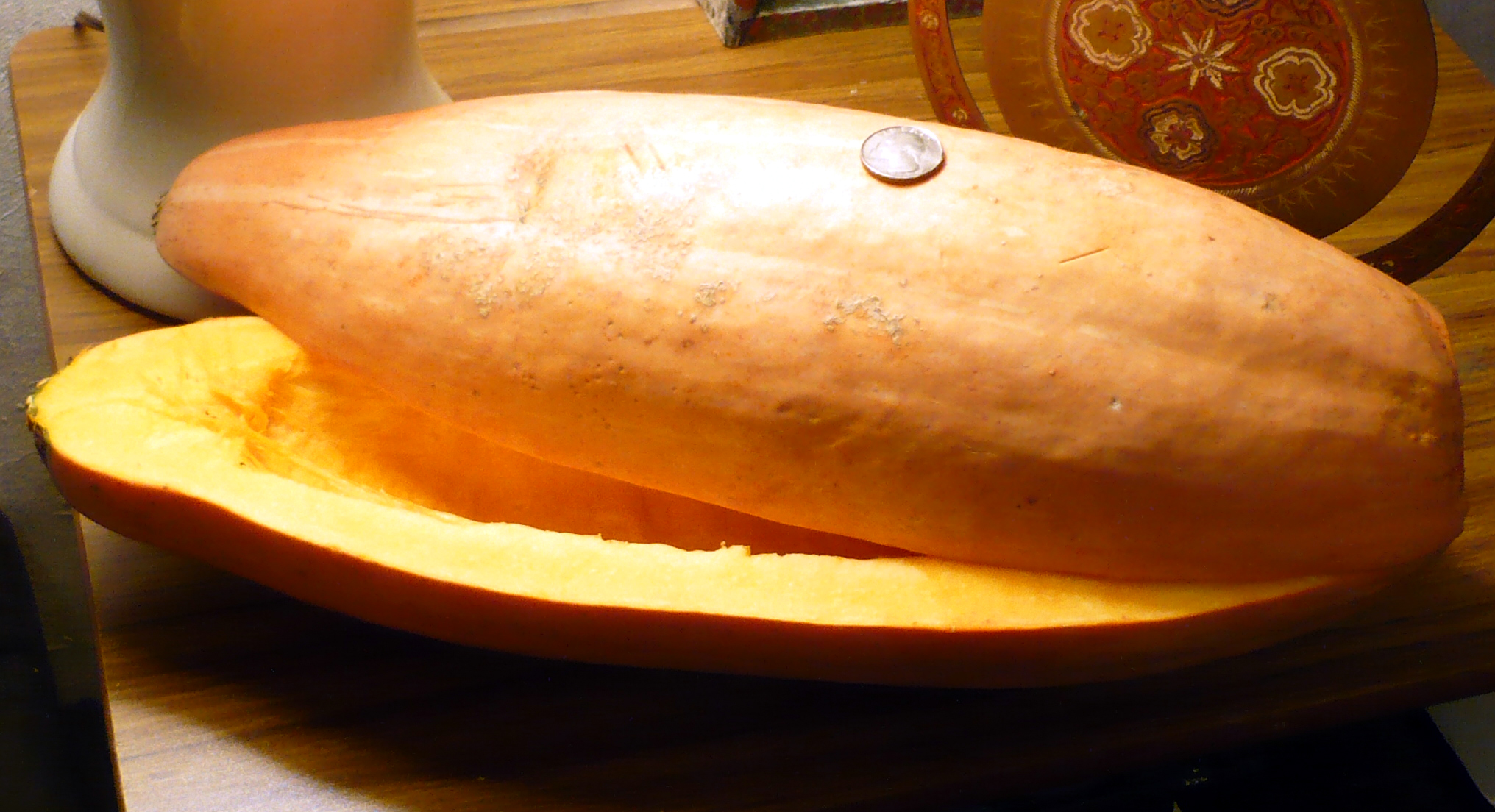
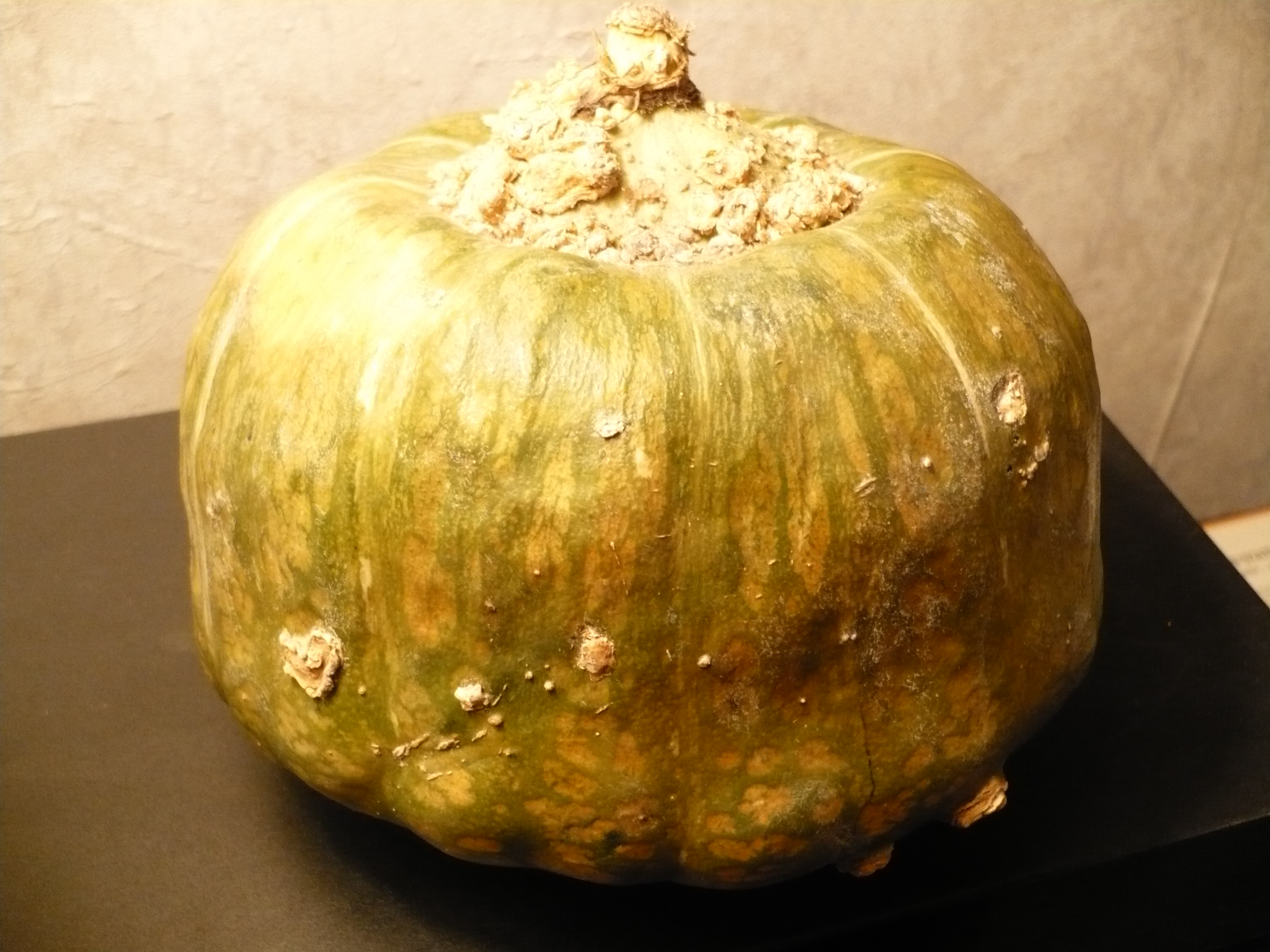
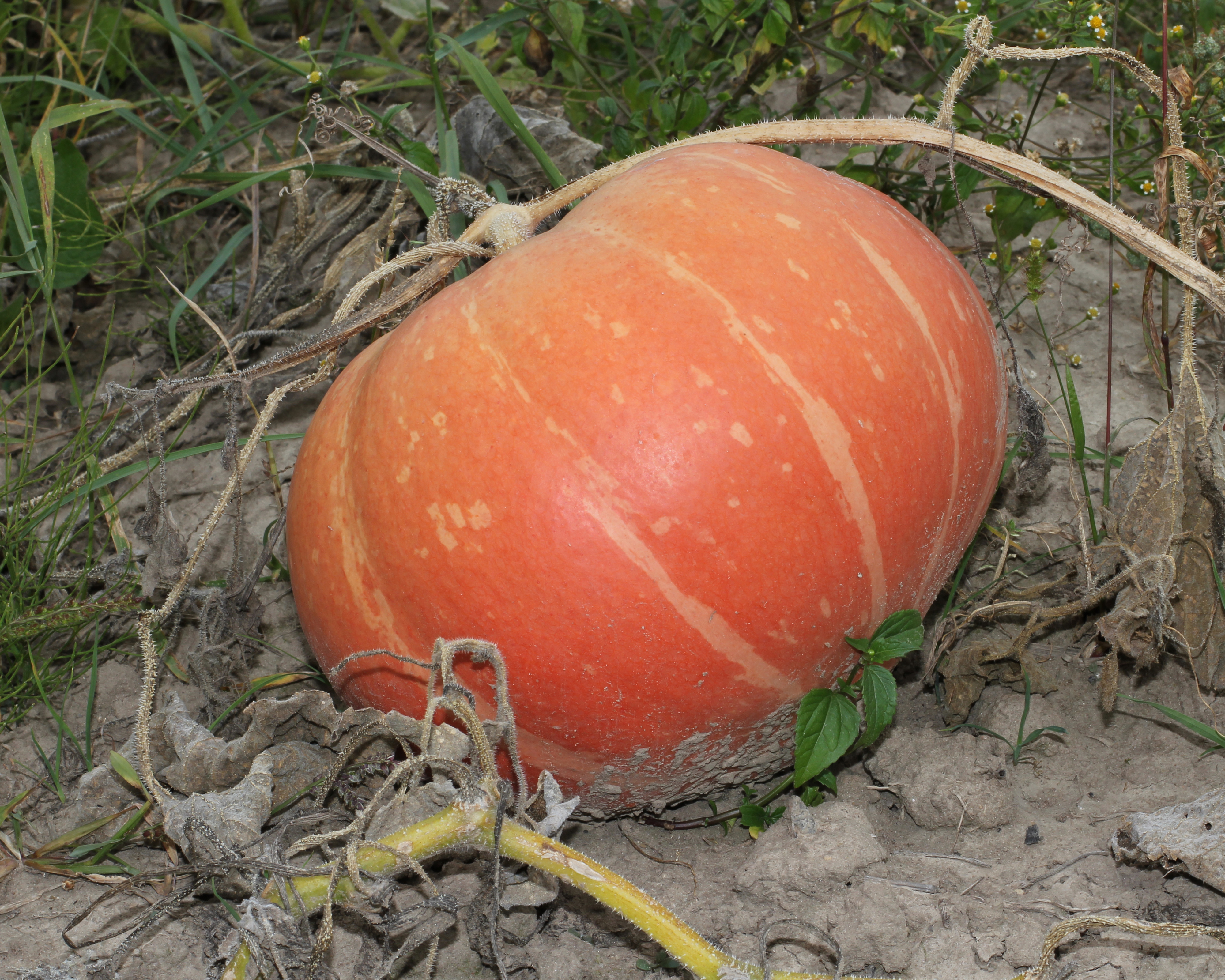
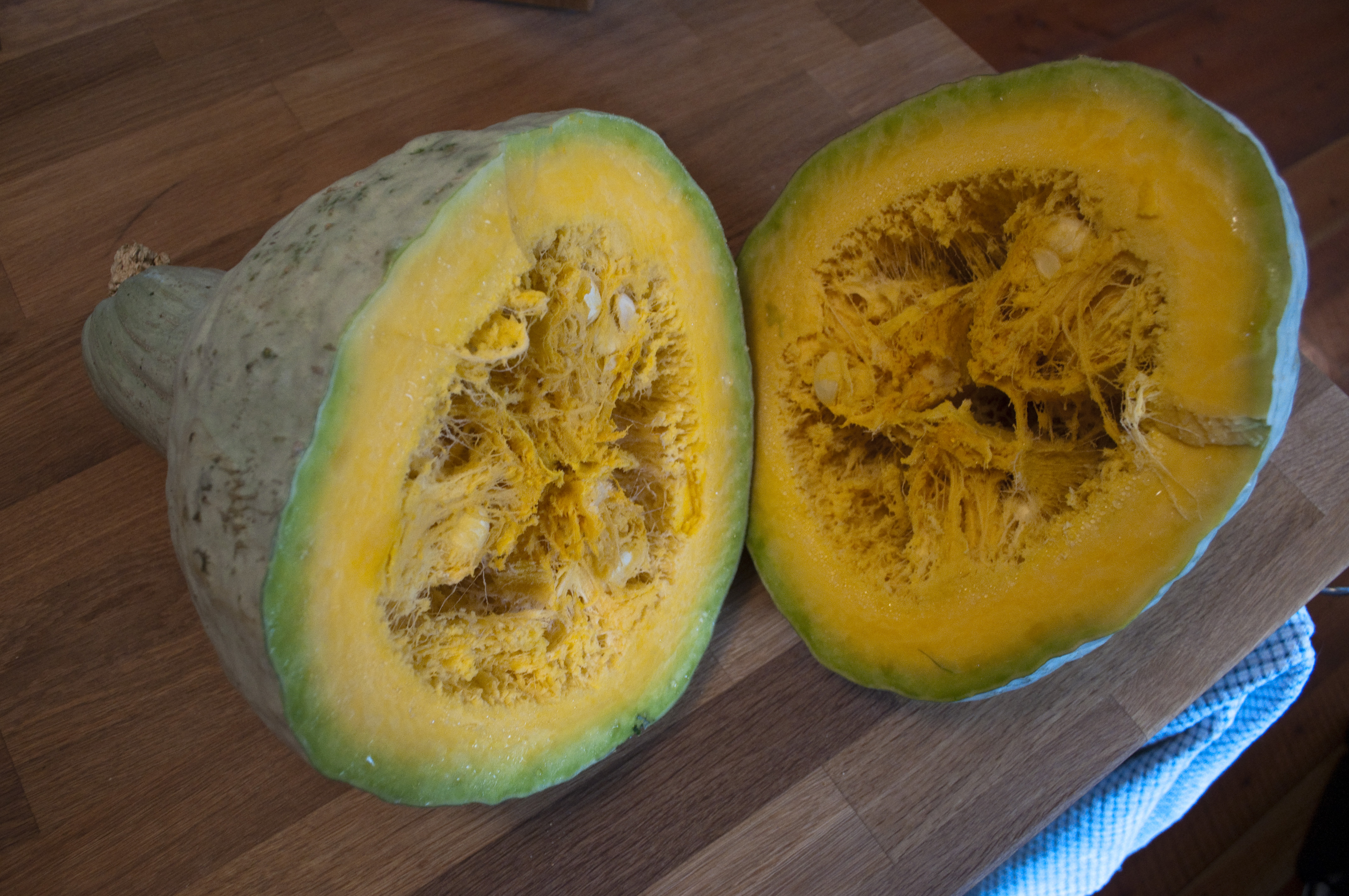
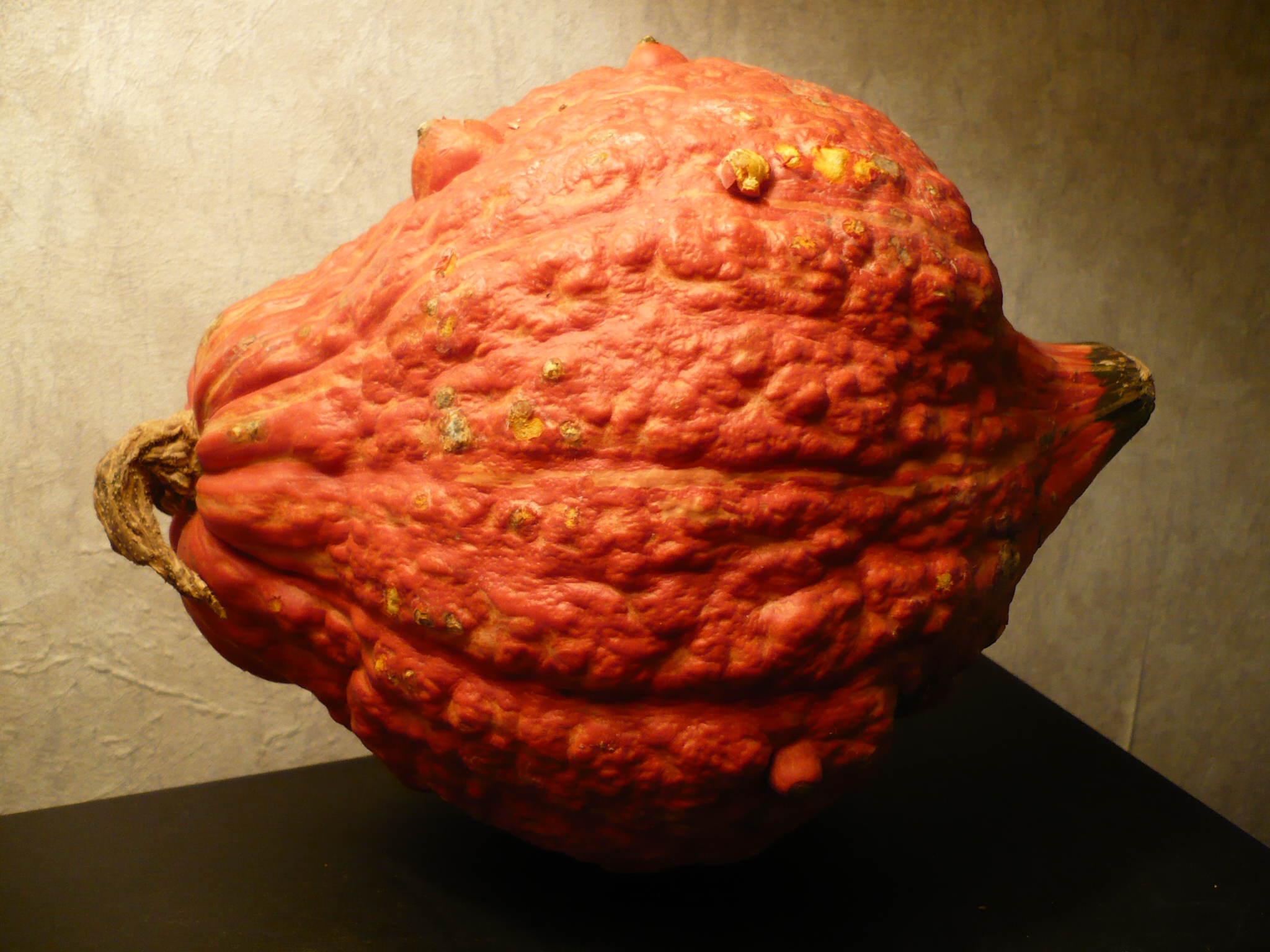
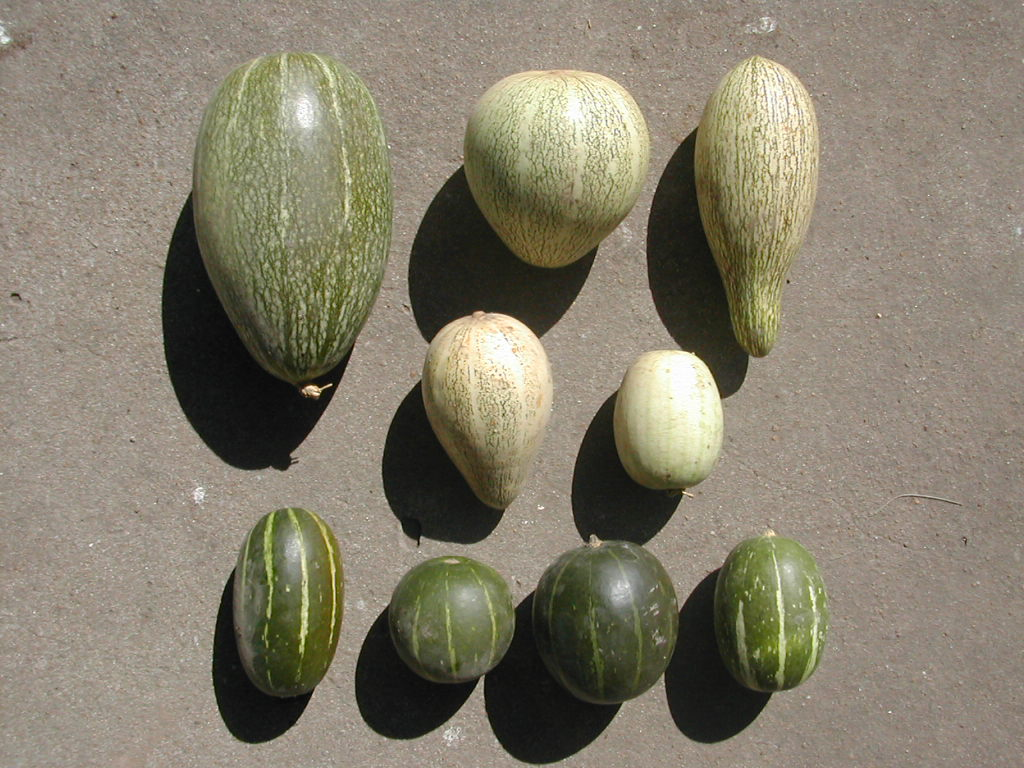